# A.J.M. Derksen

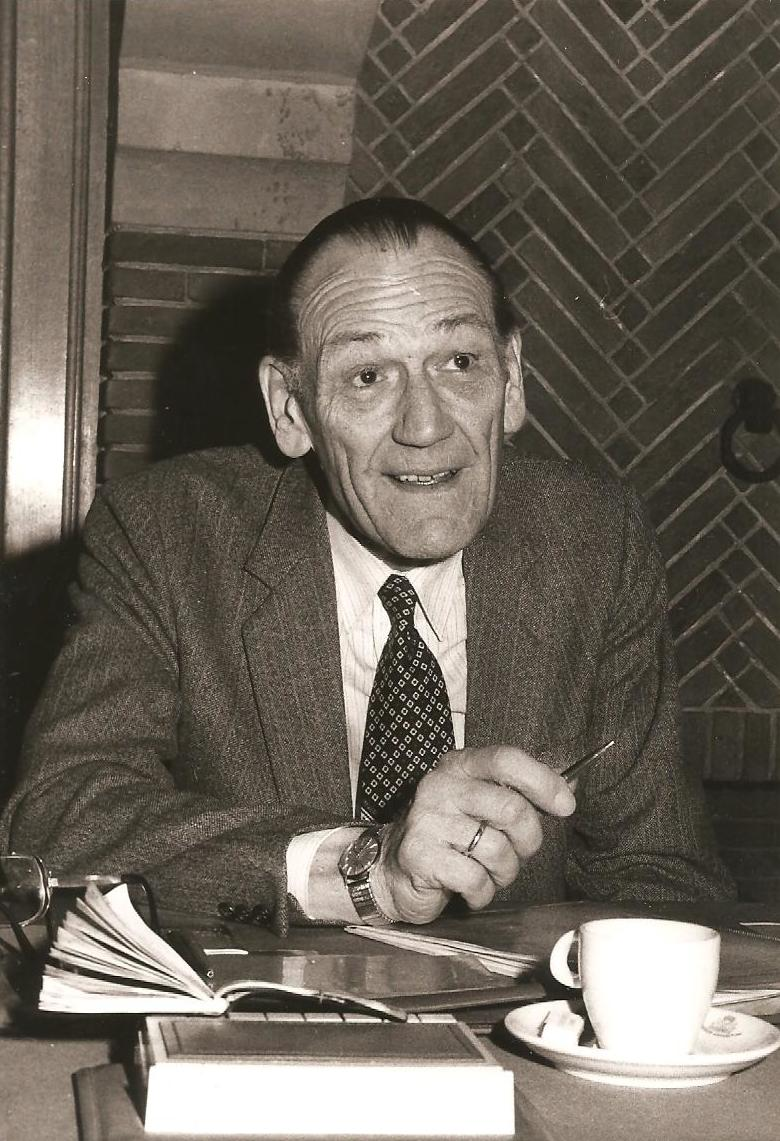
Burgemeester A.J.M. Derksen in maart 1989

Aris Johannes Marie Derksen (Arnhem, 23 mei 1924 - aldaar, 24 maart 1998) was een Nederlands politicus van de PvdA.

## Loopbaan

### Arnhem
Aris Derksen was de zoon van een lasser bij de Algemene Kunstzijde Unie,(later AKZO). Derksen werd geboren in de Arnhemse arbeiderswijk Geitenkamp. Hij begon zijn loopbaan in overheidsdienst in 1938 als jongste bediende bij de drukkerij van de gemeente Arnhem. Vanaf 1942, ten tijde van de duitse bezetting was hij tot het einde van de oorlog ondergedoken en maakte hij deel uit van het gewapende verzet in de omgeving van Arnhem. In die hoedanigheid was hij betrokken bij de evacuatie van Arnhem ten tijde van Operatie Market Garden.  Na de bevrijding werd hij door burgemeester Chris Matser van Arnhem aangesteld op de afdeling Algemene Zaken van de gemeentesecretarie.

### Gemeentesecretaris
Derksen werd door Arnhem uitgeleend aan de buurgemeente Rozendaal toen het erop leek dat die gemeente bij Arnhem gevoegd zou worden. Hij werd daar in 1953 onder burgemeester D.M.M. van Hangest baron d' Yvoy door de raad benoemd tot gemeentesecretaris. Derksen was toen met 29 jaar de jongste gemeentesecretaris van Nederland. Vanaf februari 1965 was hij gemeentesecretaris van Hellevoetsluis onder burgemeester jhr. Tjalling van Eysinga.

### Burgemeester
Op voorspraak van de commissaris van de Koningin in Zuid-Holland, Jan Klaasesz, werd Derksen in juli 1968 benoemd tot burgemeester van de gemeenten Geervliet en Heenvliet. In mei 1978 werd hij burgemeester van Steenbergen, waar hij tot zijn pensionering in 1989 zou blijven. Bij zijn afscheid uit de bestuursdienst ontving hij het ridderschap van de Orde van Oranje-Nassau. Na zijn pensionering keerde hij terug naar zijn geboortestad Arnhem waar hij op 24 maart 1998 op 73-jarige leeftijd overleed.

### Privé
Aris Derksen was van 1956 tot aan zijn dood in 1998 getrouwd met C.A.W (Tiny) Harinck (Den Haag 27 november 1924-Arnhem 24 augustus 1998). Samen hadden zij twee kinderen.